# Akobo, Nam Sudan
Akobo là một thị trấn ở bang Jonglei, Nam Sudan.

## Địa lý
Thị trấn nằm ở quận Akobo, gần biên giới quốc tế với Ethiopia. Nó cách thủ đô Juba khoảng 450 km về phía đông bắc.
Trên địa bàn có hai con sông là Pibor và Akobo.

## Giao thông
Từ Akobo, có một con đường đi đến các thị trấn Faddoi và Waat. Một con đường khác dẫn đến Kong Kong và Pibor ở phía nam. Thị trấn cũng có một sân bay.

## Giáo dục
Đô thị này có Đại học Di sản và Tưởng niệm Akobo cùng với ba trường tiểu học.